# Seo Kouji
Seo Kouji (瀬尾 公治) sinh ngày 26 − 7 − 1975, quê ở huyện Hiba, thành phố Takano, hiện nay thuộc thành phố Shobara, tỉnh Hiroshima. Ông là một mangaka Nhật Bản, nhóm máu O.

## Tiểu sử
Seo Kouji đã bắt đầu sự nghiệp từ năm 1996, cùng truyện ngắn đầu tay là "HALF&HALF" đạt giải trong "giải thưởng manga tân binh Weekly Shonen Magazine", với tư cách "một tác phẩm tốt nhưng không được chọn". Sau đó, ông làm trợ lý cho Ooshima Tsukasa và từ đây Seo chủ yếu hoạt động trên những one-shot và các tác phẩm được đăng mỗi kì ngắn hạn. Năm 2000, ông bắt đầu đăng mỗi kì "W's〜Doubles〜" tại "Magazine Special" và đã chuyển qua "Weekly Shonen Magazine" với manga "CROSS OVER" vào năm 2002. Năm 2004, bộ manga "Suzuka" của Seo được đăng mỗi kì từ số 12 cùng năm, lấy bối cảnh tại câu lạc bộ điền kinh, nó đã trở thành một bản hit bởi sự đan xen khéo léo các yếu tố nghiêm túc như mang thai và hôn nhân với một diễn biến tình yêu mới mẻ; bộ manga "Kimi no Iru Machi" và "Fuuka" là các bộ truyện tranh ăn khách khác và cũng được chuyển thể thành anime của ông. Năm 2018, Seo bắt đầu cho đăng mỗi kì manga "Hitman" từ tháng 6. Năm 2017, bộ manga "Fuuka" đã được chuyển thể thành anime truyền hình và đồng thời Seo phụ trách viết lời bài hát chủ đề mở đầu và kết thúc cho tác phẩm của mình. Năm 2021, bộ manga "Hitman" của ông đã kết thúc quá trình đăng tại "Weekly Shonen Magazine" vào số 12 phát hành ngày 17 tháng 2 và đồng thời trong cùng ngày, Seo Kouji đã bắt đầu cho đăng mỗi kì bộ manga "Megami no Cafe Terrace" ở trên cùng tạp chí. "Triển lãm tác phẩm kỷ niệm tròn 25 năm Seo Kouji" đã được tổ chức từ 10 tháng 12 năm 2021 đến 26 tháng 12, 2021 tại Chiyoda, Tokyo để kỷ niệm 25 năm sự nghiệp của ông.
Tác phẩm chính: manga Suzuka (2004), Kimi no Iru Machi (2008), Fuuka (2014), Hitman (2018), Megami no Cafe Terrace (2021).

## Tác phẩm

### Theo thứ tự thời gian
- W's〜ダブルス〜, Magazine Special số 6, 2000 - số 7, 2001, 3 tập
- CROSS OVER, Weekly Shonen Magazine số 25, 2002 - số 40, 2003, 7 tập
- Suzuka, Weekly Shonen Magazine số 12, 2004 - số 42, 2007, 18 tập
- Kimi no Iru Machi (君のいる町) Weekly Shonen Magazine số 26, 2008 - số 11, 2014, 27 tập
- Princess Lucia (プリンセス・ルシア) Comic Blade Online Magazine số tháng 3, 2009 - số tháng 11, 2015, đăng cách tháng, 5 tập
- LOVE PLUS Rinko Days (ラブプラス Rinko Days) Bessatsu Shonen Magazine số tháng 5, 2010 - số tháng 1, 2012, đăng cách tháng, 2 tập
- Half & half, Bessatsu Shonen Magazine số tháng 10, 2012 - số tháng 6, 2015, 2 tập
- Fuuka (風夏) Weekly Shonen Magazine số 11, 2014 - số 18, 2018, 20 tập
- Hitman, Weekly Shonen Magazine số 29, 2018 - số 12, 2021, 13 tập
- Megami no Cafe Terrace, Weekly Shonen Magazine số 12, 2021, 7 tập đã phát hành

### One-shot
- HALF&HALF, Magazine Fresh, 25 tháng 1, 1996
- セイギのくノ一KASUMIちゃん！Magazine Fresh, 2 tháng 9, 1997
- スター恋愛伝説　シャ乱Ｑつんく, Weekly Shonen Magazine số 17, 1998
- Little Bit... Magazine Special số 8, 1998
- Suzuka (涼風) Weekly Shonen Magazine số 51, 2003
- AZUSA (梓颯) Shonen Magazine Wonder Zoukan tập 2, 2005
- Love Letter (ラブレター) Weekly Shonen Magazine số 2-3 và 4-5, 2007
- HALF&HALF (remake) Magazine Special số 6, 2007
- Tanabata (七夕) Magazine Dragon Zoukan, 2007
- Bari Uma Shokudou Kirishima!! (バリうま 食堂桐島!!) Young Magazine Third tập 9, 2015
- Fuuka Bangai-hen Iwamisara (風夏　番外編 石見沙羅) Magazine Special số 3, 2015
- Fuuka Bangai-hen Omurice! (風夏　番外編 オムライス！) Magazine Special số 1, 2016
- Kimi no Iru Machi U Turn Shobara-shi (君のいる町 Uターン庄原市) 庄原でいきいき働く協議会, 2020[6]

### Lời bài hát
- 『Climber's High!』『星の降る町』沼倉愛美 ("Hoshi no Furu Machi" / Numakura Manami) 2017
- 『ワタシノセカイ』中島愛 ("Watashi no Sekai" / Nakajima Megumi) 2017
- 『夏風』KIMIKA ("Natsu Kaze") đĩa đơn phân phối giới hạn, 2018
- 『Wings of light』Lynn, 2018

### Khác
- Sayonara Zetsubou-sensei (さよなら絶望先生) Nguyên tác là Kumeta Kouji, Ủy ban sản xuất Sayonara Zetsubou-sensei, 2007 − End card
- センター試験 点数が面白いほどとれる本, Series Chuukei Shuppon − Minh hoạ
- もみじ饅頭, Công ty phân phối và sản xuất manjuu "やまだ屋" − Minh hoạ
- 女子高生キムチ, "北備食品" bộ phận thực phẩm của công ty xây dựng "北備建設" ở Shobara, Hiroshima − Package illustration[7]
- 戦国大戦 -1600 関ヶ原 序の布石、葵打つ-, SEGA − Minh hoạ Yamanote-dono SS
- Arslan Senki (アルスラーン戦記) − End card chương 3
- Twin Angel BREAK (ツインエンジェルBREAK) − End card
- Fire Emblem Heroes (ファイアーエムブレム ヒーローズ) − Thiết kế nhân vật (một phần)
- UQ HOLDER! − End card tập 9
- Natsu Kaze / KIMIKA − Jacket design
- Bakemono Gallery (化物画廊) − Minh hoạ 004[8]
- 西日本応援イラスト集 − Minh hoạ
- Ani×Para ~Anata no Hero wa Dare desuka~ (アニ×パラ〜あなたのヒーローは誰ですか〜) − "Tập 8 Para badminton" thứ 8 được ra mắt, nguyên tác và thiết kế nhân vật
- Kakushigoto (かくしごと) − Hợp tác phỏng vấn
- the telephones − Minh hoạ thiệp chúc mừng năm mới 2020[9]
- Seo Kouji Tanpenshuu The Ofuro-kai, chỉ có sách điện tử, 16 tháng 7, 2021[10]

## Kế hoạch
Để kỷ niệm phát hành tập tám của Megami no Cafe Terrace, một cuộc bỏ phiếu bình chọn nữ chính được yêu thích nhất trong các tác phẩm của Seo Kouji đã được diễn ra trong Magazine Pocket, đối tượng được bầu chọn gồm 48 (+α) nhân vật nữ chính xuất hiện ở trong những tác phẩm manga Suzuka, Fuuka, Hitman, Megami no Cafe Terrace, Kimi no Iru Machi, Half & half, thời gian bỏ phiếu bình chọn đến hết 24 tháng 11, 2022. Kết quả: Eba Yuzuki (ở Kimi no Iru Machi) đứng vị trí thứ nhất (với 2918 phiếu) và được đặc chế thành Acrylic Stand để làm quà bốc thăm ngẫu nhiên, vị trí thứ hai đã thuộc về Hououji Akane (ở Megami no Cafe Terrace, với 2682 phiếu) và đã xếp ở vị trí thứ 3 là Asahina Suzuka (từ Suzuka, với 1491 phiếu).

## Người liên quan

### Sensei
- Ooshima Tsukasa (大島 司)

### Trợ lý
- Tsukiyama Kaya (月山 可也)
- Nakamaru Yousuke (中丸 洋介)
- Iinuma Yuuki (飯沼 ゆうき)
- Tamenaga Yuu (爲永 ゆう)
- Ochiai Hirokazu (落合 ヒロカズ)
- Ninomiya Yuuji (二宮 裕次)[13]
- Mikawa Eko (みかわ 絵子)[13]

### Người hâm mộ nổi tiếng
- Inoue Yuusuke (井上 裕介) diễn viên hài